# 케스투티스 샵카
케스투티스 샵카(리투아니아어: Kęstutis Šapka, 러시아어: Кестутис Альбе́ртович Ша́пка 케스투티스 알베르토비치 샵카[*], 1949년 11월 15일~)는 소련과 리투아니아의 육상 선수, 지도자로 주 종목은 높이뛰기이다. 소련 국가대표로 활동하여 1972년 하계 올림픽에 참가했다.

## 경력
빌뉴스에서 태어났다. 디나모 빌뉴스 소속으로 활동한 샤프카는 1968년 하계 올림픽 직후 포스버리 플롭의 영향을 받은 높이뛰기 선수들 중의 하나이다.
1971년에 처음으로 소련 국가대표 선수로 발탁되었으며 그 해 3월에 불가리아의 소피아에서 열린 1971년 유럽 실내 선수권 대회에 참가하여 2.14m의 기록으로 6위에 올랐다. 같은 해 8월에는 핀란드 헬싱키에서 1971년 유럽 선수권 대회에서 루마니아의 차바 도사와 대표팀 동료인 루스탐 아흐메토프를 꺾고 금메달을 획득했다. 당시 세 선수 모두 2.20m 동률 기록을 냈으나 샵카가 가장 적은 시도에 성공하여 금메달리스트가 되었다. 이로 인해 샵카는 최초로 포스버리 플롭 방식으로 유럽 선수권 대회에서 우승한 최초의 높이뛰기 선수가 되었다.
이듬해인 1972년 3월에는 프랑스 그르노블에서 열린 1972년 유럽 실내 선수권 대회에 참가하여 2.22m의 기록으로 헝가리의 머요르 이슈트반의 뒤를 이어 은메달을 획득했다. 같은 해 6월 서독 아우크스부르크에서 열린 서독-소련 육상 국가대항전에서 2.24m의 기록으로 높이뛰기 부문 우승을 차지했고 7월에 모스크바에서 열린 소련 육상 선수권 대회에서 2.21m의 기록으로 높이뛰기 부문 우승을 차지하며 올림픽 국가대표로 발탁되었다. 이후 9월에 서독 뮌헨에서 열린 1972년 하계 올림픽에 참가하였으며, 2.15m의 기록으로 12위에 올랐다. 
1974년 3월 스웨덴 예테보리에서 열린 1974년 유럽 실내 선수권 대회에서 2.22m의 기록으로 헝가리의 머요르와 체코슬로바키아의 블라디미르 말리를 꺾고 금메달을 획득했으며, 같은 해 9월에 이탈리아 로마에서 열린 1974년 유럽 선수권 대회에서 덴마크의 예스페르 퇴링의 뒤를 이어 은메달을 획득했다. 그와 퇴링은 2.25 m라는 동률의 기록을 냈으나 퇴링이 성공한 2.21m와 2.23m 시도는 실패하여 퇴링이 우승자가 되었다. 그러나 잦은 부상으로 1975년에 브라티슬라바에서 열린 PTS 대회를 끝으로 은퇴하였다. 그는 이 대회에서 4위를 했다. 은퇴 후에는 빌뉴스 올림픽 스포츠 센터에서 체육 지도자로 일하고 있다.